# Zelig
Zelig je ameriški psevdodokumentarni film iz leta 1983, ki ga je režiral in zanj napisal scenarij Woody Allen, ki je tudi odigral glavno vlogo ob Mii Farrow. Allen igra Leonarda Zeliga, znanstveno uganko, ki iz želje vključiti se in ugajati okolici prevzame značilnosti močnih osebnosti okoli sebe. Film v dokumentarnem stilu prikazuje obdobje velikega zanimanja javnosti zanj ter kasnejše analize s strani sodobnih intelektualcev.
Film je posnet in uporablja pripovedovalca v stilu 1920-ih let v črno-beli tehniki filmskih novic, ki jih prekinjajo arhivski posnetki iz tega obdobja in igrani posnetki resničnih zgodovinskih dogodkov. Barvni posnetki iz sedanjosti vključujejo intervjuje z resničnimi in izmišljenimi osebnostmi, tudi s Saulom Bellowom in Susan Sontag. Film je bil pri kritikih dobro sprejet. To je zadnji film studia Orion Pictures, ki ga je izdal Warner Bros.

## Vloge
- Woody Allen kot Leonard Zelig
- Mia Farrow kot Dr. Eudora Nesbitt Fletcher
- Patrick Horgan kot pripovedovalec
- Stephanie Farrow kot sestra Meryl
- Mary Louise Wilson kot sestra Ruth
- Sol Lomita kot Martin Geist
- John Rothman kot Paul Deghuee
- Deborah Rush kot Lita Fox
- Garrett Brown kot igralec Zelig
- Marianne Tatum kot igralka Fletcher
- Will Holt kot vodja shoda
- Susan Sontag, Irving Howe, Saul Bellow, Bricktop, Dr. Bruno Bettelheim in profesor John Morton Blum